# André Auville
André Auville, né le 21 avril 1912 à Châteaudun et mort le 27 juin 1993 à Clamart, est un coureur cycliste français.

## Palmarès
- 1934
  - 2e de Paris-Mer-les-Bains
  - 2e de Paris-Criel-sur-Mer
- 1935
  - Paris-Château-Thierry
  - Paris-Saint-Quentin
  - 2e de Paris-Riva Bella
  - 3e de Paris-Deauville
- 1936
  - Polymultipliée
  - 2eb étape de Paris-Saint-Jean-d'Angély (contre-la-montre)
  - 2e étape du Circuit du Bourbonnais
  - 2e du Circuit du Bourbonnais
- 1937
  - Paris-Vimoutiers
  - 2e de Paris-Caen

### Résultats sur le Tour de France
1 participation
- 1937 : abandon (5ec étape)